# Élection présidentielle ghanéenne de 2012
L'élection présidentielle ghanéenne de 2012 s'est déroulée le 7 décembre 2012. Le 24 juillet 2012, le président John Atta Mills meurt brusquement d'une courte et brutale maladie,. Selon les termes de la constitution ghanéenne, le vice-président John Dramani Mahama est à la tête du pays jusqu'à la prochaine élection présidentielle.
Huit candidatures ont été retenues : John Dramani Mahama (Congrès démocratique national), Jacob Osei Yeboah (indépendant), Nana Akufo-Addo (Nouveau Parti patriotique, le principal parti d'opposition), Abu Sakara (Parti de la convention populaire), Paa Kwesi Nduom (Parti populaire progressiste), Hassan Ayariga (Convention populaire nationale), Henry Lartey (Great Consolidated Popular Party) et Kwesi Addae (Parti du front uni).
L'élection est remportée par le président par intérim John Dramani Mahama mais elle est contestée par l'opposition,,,. Il est investi dans ses fonctions le 7 janvier 2013.
Le 29 août 2013, la Cour suprême ghanéenne confortait John Dramani Mahama dans ses fonctions présidentielles à la suite de son élection contestée des 7 et 8 décembre 2012. Le recours devant la Cour suprême par Nana Akufo-Addo, chef de l’opposition, constitue un réel défi pour ce pays qui souhaite incarner un modèle démocratique en Afrique subsaharienne.

## Résultats
|                          | John Mahama Kwesi Amissah-Arthur                | NDC                      | 5 574 761  | 50,70 |  |  |
|                          | Nana Akufo-Addo Mahamudu Bawumia                | NPP                      | 5 248 898  | 47,74 |  |  |
|                          | Paa Kwesi Nduom Eva Lokko                       | PPP                      | 64 362     | 0,59  |  |  |
|                          | Henry Herbert Lartey John Amekah                | GCPP                     | 38 223     | 0,35  |  |  |
|                          | Hassan Ayariga Helen Sanorita Dzatugbe Matrevi  | PNC                      | 24 617     | 0,22  |  |  |
|                          | Michael Abu Sakara Foster Nana Akosua Frimpomaa | CPP                      | 20 323     | 0,18  |  |  |
|                          | Jacob Osei Yeboah Kelvin Nii Tackie             | Ind.                     | 15 201     | 0,15  |  |  |
|                          | Akwasi Addai Odike Fred Osei Agyen              | UFP                      | 8 877      | 0,08  |  |  |
|                          |                                                 |                          |            |       |  |  |
| Votes valides            | Votes valides                                   | Votes valides            | 10 995 262 | 97,76 |  |  |
| Votes blancs et nuls     | Votes blancs et nuls                            | Votes blancs et nuls     | 251 720    | 2,24  |  |  |
| Total                    | Total                                           | Total                    | 11 246 982 | 100   |  |  |
| Abstention               | Abstention                                      | Abstention               | 2 911 908  | 20,57 |  |  |
| Inscrits / participation | Inscrits / participation                        | Inscrits / participation | 14 158 890 | 79,43 |  |  |